# ناولی
ناولی (به ایتالیایی: Navelli) یک کومونه در ایتالیا است که در استان لاکویلا واقع شده‌است. ناولی ۴۲٫۲۳ کیلومتر مربع مساحت و ۶۱۴ نفر جمعیت دارد و ۷۶۰ متر بالاتر از سطح دریا واقع شده‌است.